# Eleodoro Campos
Eleodoro Campos Sepúlveda (Longaví, 7 de enero de 1925 - ibíd., 9 de noviembre de 2014) fue un músico y cantautor folclórico chileno, integrante del dúo Los Hermanos Campos, junto a su hermano, Marcial Campos.

## Biografía
Nació el 7 de enero de 1925, hijo de Vicente Campos, folclorista y acordeonista, y de Verónica Sepúlveda, poetisa popular. Pasó su infancia en la localidad de Cantentoas, comuna de Longaví, y se inició desde pequeño en la música folclórica.
Se casó Con María Berta Rojas Campos que también esta vinculada a la música como Compositora quien también hizo algunas canciones para "Los Hermanos Campos", tuvieron 3 Hijos Ana María Campos Rojas, Concertista en guitarra clásica, Eleodoro Campos Rojas y el menor Marcial Campos Rojas quienes también son músicos y crearon el conjunto Los Hermanos Campos JR. Tiempo después se separó de María y entabló una relación con Ubaldina Figueroa con la cual tuvo dos hijos con ella. 
Falleció la madrugada del 9 de noviembre de 2014, a la edad de 89 años, producto de un cáncer hepático. Sus funerales fueron realizados en su comuna natal, Longaví. Tras su deceso, la Municipalidad de Longaví decretó duelo comunal por tres días.

## Carrera musical
En 1935 comenzó a cantar cuecas y tonadas junto a su hermano menor Marcial, presentándose en varias ciudades, hasta que en 1940 llegaron a Santiago, teniendo sólo dieciséis y doce años. En la capital chilena lograron el éxito y se convirtieron en uno de los grupos de música tradicional más populares a fines de la década de 1940, junto con la cantante de rancheras Guadalupe del Carmen.
El dúo lanzó numerosos discos, llegando a grabar más de mil cuecas, hasta el año 2009, cuando decidieron retirarse debido a un cáncer que aquejaba a Marcial Campos, quien falleció en junio del año siguiente. En septiembre de 2009, la presidenta Michelle Bachelet condecoró al dúo con la Orden al Mérito Docente y Cultural Gabriela Mistral.
Eleodoro Campos recibió el Premio a la Música Nacional Presidente de la República 2010 por parte del presidente Sebastián Piñera, en enero de 2011.